# SN 2009R
SN 2009R – supernowa odkryta 2 stycznia 2009 roku w galaktyce A115110+2440. W momencie odkrycia miała maksymalną jasność 19,20m.